# La mauvaise réputation
«La mauvaise réputation» (La mala reputación en castellano) es una canción del cantautor francés Georges Brassens, publicada en 1952 en el álbum homónimo.

## Descripción
La letra versa sobre un pequeño pueblo, en el que vive un inconformista tranquilo que se niega a asistir a la fiesta nacional del 14 de julio o que deja escapar a los ladrones de manzanas.
Esta canción tiene cuatro versos octosílabos y, en algún caso decasílabos, a veces con elisión de respetar la métrica.
El estribillo consta de seis líneas: los cuatro primeros son fijos y los dos últimos ligeramente variables.

## Versiones
En 1969, Paco Ibáñez cantó este tema en castellano (traducción de Pierre Pascal) e incluyó La mala reputación en su álbum Paco Ibáñez canta a Brassens. Esa traducción fue a su vez versionada por Loquillo y Trogloditas en 1988 y por Sole Giménez en 2012.
En 1970, Nacha Guevara cantó una versión en castellano de este tema, incluido en el álbum Nacha Guevara (Music Hall).
En 1998, el grupo Sinsemilia retomó la canción para su álbum Résistances.
En 2000, la banda de fusión rock-folklórica argentina Arbolito incluyó su versión como último tema en su álbum del mismo nombre: La mala reputación.
En 2003, Les Wriggles incluyeron el tema en su álbum en directo Les Wriggles à la Cigale.
En 2008, la cantante franco-camerunesa Sandra Nkake grabó esta canción en su álbum Mansaadi.
En 2008, Luis Rueda & el Feroz Tren Expreso incluyó su versión en castellano en su album Caldo de Cultivo.
En 2011, Danyel Waro canta una versión en criollo de la isla de Reunión en el disco de versiones Brassens, Ecos del mundo.